# Ángela Edo Vallés
Àngela Edo Vallés (Llucena, l'Alcalatén, 1903- Barcelona, 1991) fou una escriptora lliberal i activista de classe obrera.

## Infància
Nascuda a la comarca de l'Alcalatén, Ángela Edo es va traslladar a Barcelona quan tenia 10 anys, amb els seus pares i els seus tres germans menuts. Va treballar com a aprenenta en una impremta i va tenir una formació autodidacta, ja que va aprendre a llegir i a escriure amb els llibres que ella mateixa adquiria amb els seus estalvis. Es va casar amb Macario Bassas i el 14 d'octubre del 1927 va tenir una filla, Liberta Bassas i Edo, també escriptora. Liberta s'ha dedicat a publicar, amb una acurada revisió, l'extensa obra de sa mare sobretot a l'editorial Mtm. Ángela, de més gran, va convertir l'educació de la seva filla en el projecte de la seva vida. No va reparar en feines ni en sacrificis, i va triomfar en el seu empeny, ja que li va proporcionar allò que a ella li havia mancat: la possibilitat de cursar estudis de magisteri.

## Obra
Ángela Edo, dona dotada amb unes extraordinàries facultats psíquiques, va escriure sense parar, treien les hores del seu descans laboral, fins a deixar conformada una obra extensa, singular, sorprenent i única en més d'un aspecte. Es diu sovint que les seves narracions són de caràcter cinematogràfic alhora que trepidants, sòbries i de gran riquesa literària. Tracten els seus contes i novel·les sobre temes de llegendes orientals, de civilitzacions extingides i, alguns aspectes dels mons irreals i fantàstics, amb una constant, la de la profunda espiritualitat. Només tres obres d'Àngela es van publicar en vida, la resta han estat fidelment revisades i publicades després per la seva filla. Fins a tal punt la figura d'Àngela està present en l'obra i la vida de la seva filla, que cal contrastar les dades que figuren a la internet per esbrinar que Àngela Edo no és un pseudònim utilitzat per Liberta Bassas,tal com figura a la pàgina de la Generalitat de Catalunya, sinó el nom de la seva mare. Tal com diu la seva filla Liberta, "molts la varen veure, però pocs la varen conèixer". Ángela va morir a Barcelona el 10 de juny de 1991.